# Leptoperla albicincta
Leptoperla albicincta är en bäcksländeart som beskrevs av Günther Theischinger 1981. Leptoperla albicincta ingår i släktet Leptoperla och familjen Gripopterygidae. Inga underarter finns listade i Catalogue of Life.